# الأصابعة

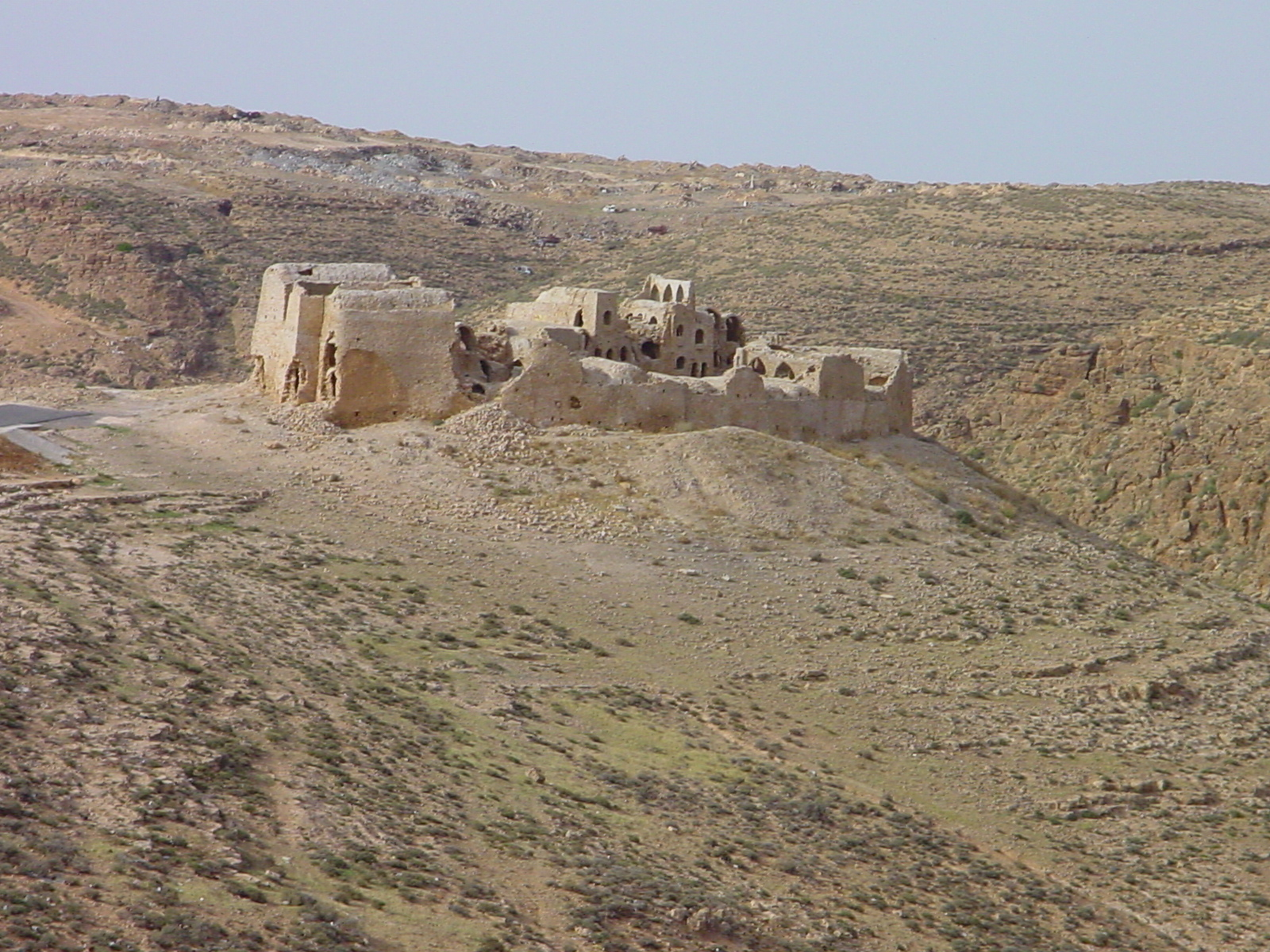
قصر الأصابعة العتيق

الأصابعة منطقة ليبية تقع في جبل نفوسة الجبل الغربي ضمن تجمع بلديات الجبل الغربي وتبعد عن طرابلس حوالي 120 كيلومتر. تقع على خط طول 12.86 شرقاً وعلى خط عرض 32.03 شمالاً.

## نبذة تاريخية
الأصابعة منطقة تقع في جبل نفوسة (الجبل الغربي) تشتهر بالزراعـة، يبلغ عدد سكانها المقيمين فعلياً في تعداد 2010 حوالي70000 نسمة تقريبا وهي من أكبر حواضر الجبل بعد مدينة غريان، تتكون الأصـابعة من عدة قبـائل تتوزع هذه القبـائل على مجموعة من الأحياء، أشهرهــا مسكـة، السوق، هنشير الطويـل، السنانيين، المقتلة، الخرم، الضوة، لاتشبه الاسود بل الاسود تشبهها جندوبة، راس الوادي، عبـللو، أولاد إدريس، البطن، الهنيشير، ظهرة أولاد الحاج، أولاد موسى.
وقعت على أرض منطقة الأصابعة في 23 مارس 1913 معركة بين المجاهدين الليبيين والطليان، كانت حاميـة الوطيس، تكبد الطليان فيهـا خسائر فادحة.
في ثورة فيراير 2011 حدثت حرب قويه جدا و دخل الثوار اليها سلما بعد عده اجتماعات وبعد خسائر في صفوف الثوار يوم 25/ 8 / 2011 وتم رفع علم الاستقلال على مرافق المدينة

## الجغرافيا
تشتهر منطقة الأصابعة بخصوبة أراضيها وارتفاعها 850 متر عن سطح البحر. المنطقة غزيرة الأمطار شتاء مما جعلها أرضا خصبة صالحة للزراعة البعلية بسبب بعد المياه الجوفية، وتمتاز هذه المنطقة بأشجار الزيتون واللوز والتين والخوخ. ويعتبر الزيتون من أشهرالمنتجات الزراعية في الأصابعة.

### ديموغرافيا
تتميز بلدية الأصابعة بطيبة أهلها وكرمهم ويبلغ عدد سكان الأصابعة المسجلين داخلهـا حسب آخر تعداد للسكان ما يقارب من 62000 نسمة. [بحاجة لمصدر]
وتسكنها قبائل:
- أولاد مبارك.
- أولاد سيف النصر.
- أولاد إدريس.
- البشيرات.
- أولاد موسى.
- الحوامد.
- أولاد الحاج.
- الضوة.
- الجبور.
- أولاد سنان.
- أولاد فرج.
- أولاد بنينة.
- أولاد المهلهل.
- الشفارة.
- مسكه.

### الإحداثيات الجغرافية
[+32° 1' 58.80", +12° 52' 1.20"]

## أهم المعالم السياحية في الأصابعة
- قصر الأصابعة التاريخي (عمره أكثر من 550 سنة)[7]
- سد وادي زارت
- عيون المياه الطبيعية «تاقنيت»
- الغابات الجنوبية أو ما يعرف (بالقبلة).
- البلاد القديمه في كهف مسكه

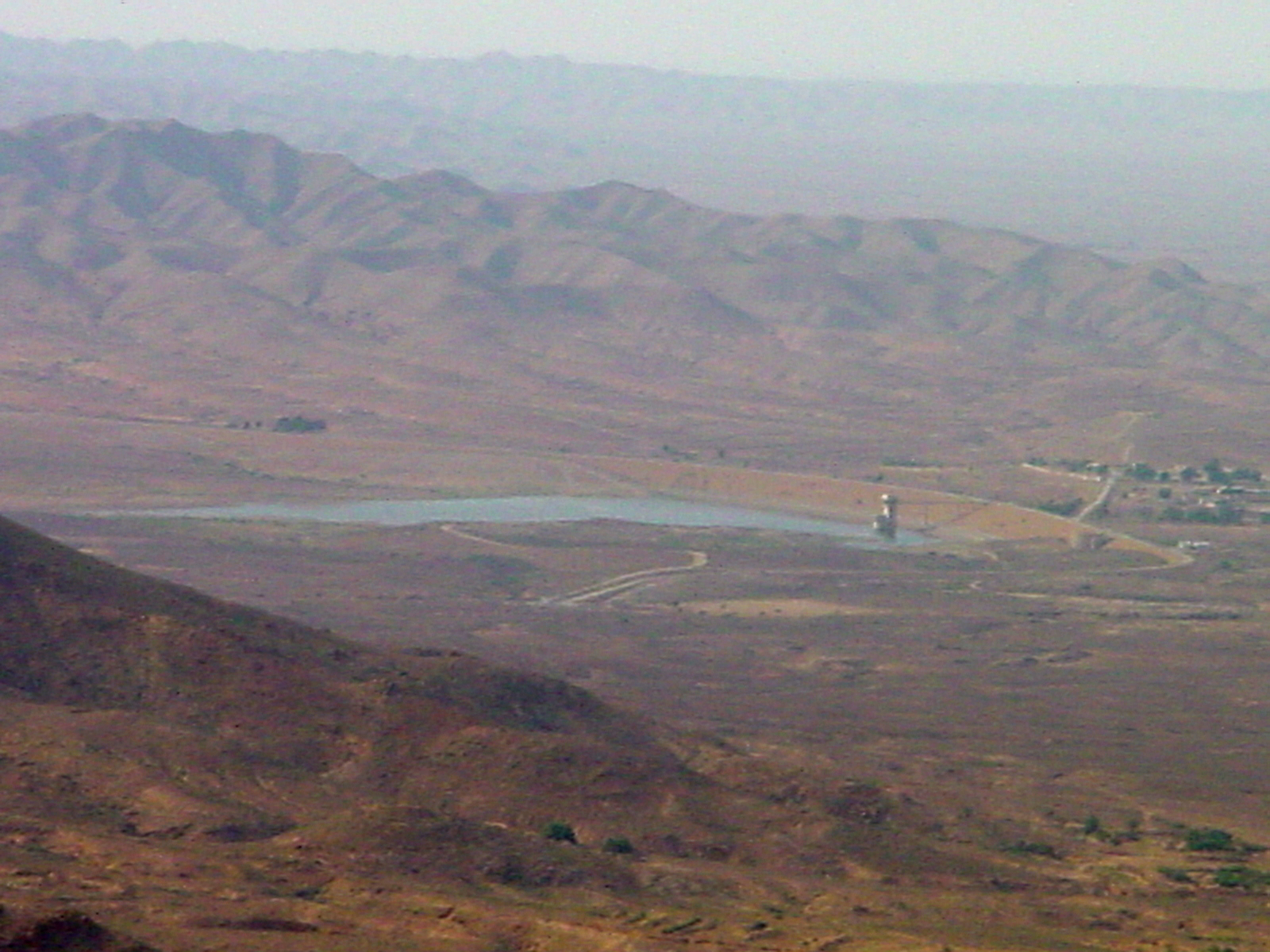
سد وادي زارت
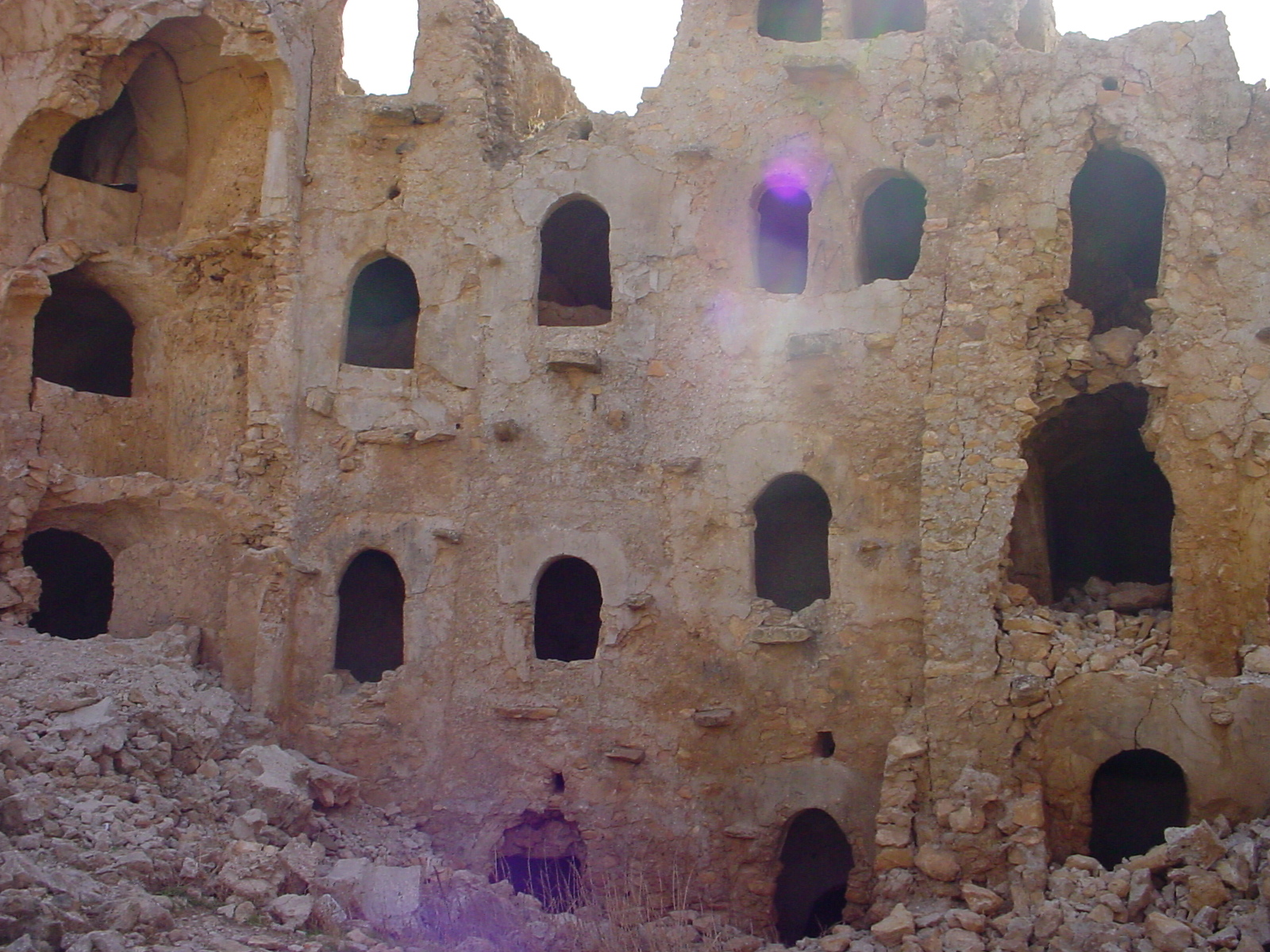
قصر الأصابعة
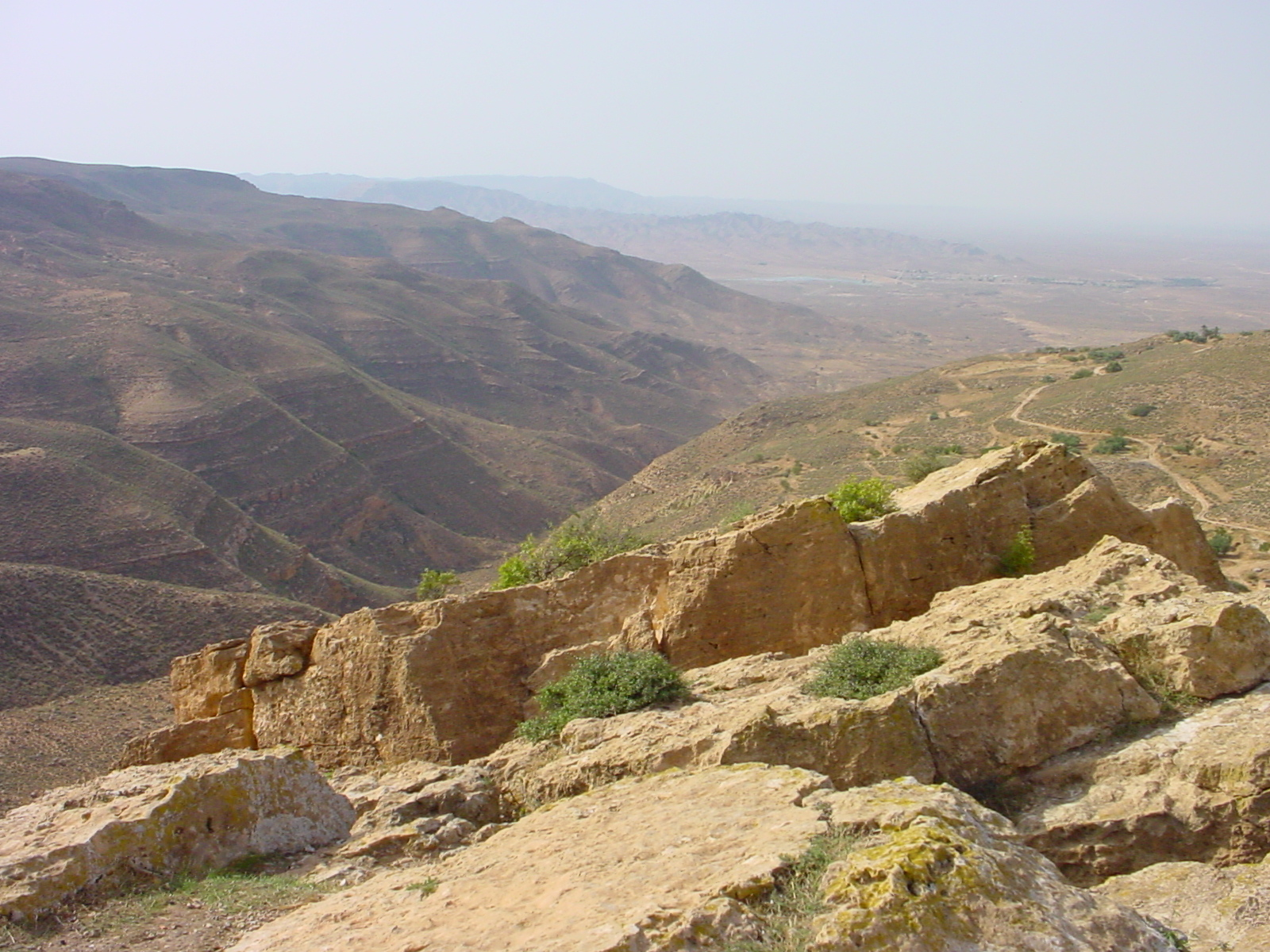
جبال الأصابعة1
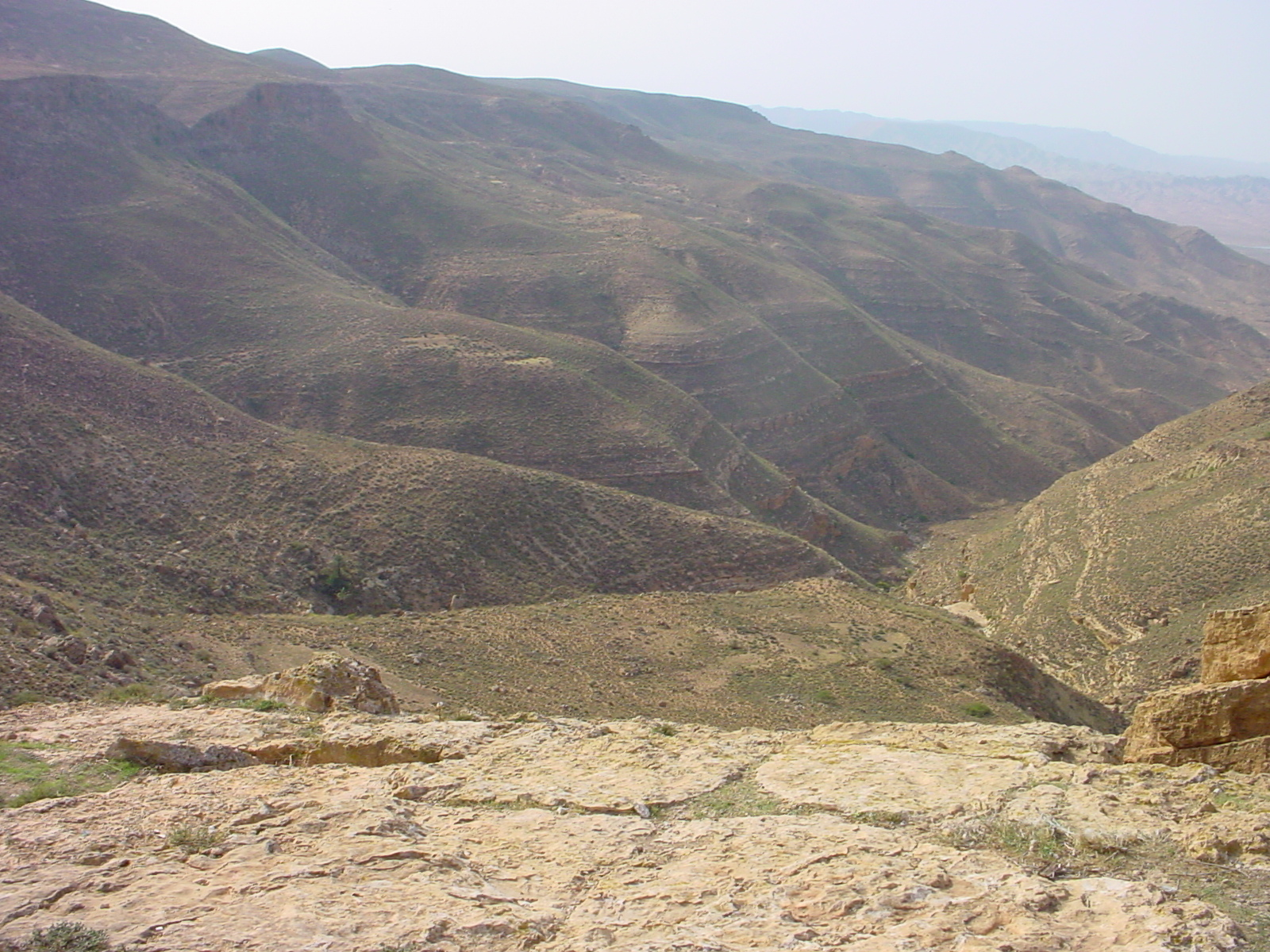
جبال الأصابعة2

## أصل التسمية
أصل تسمية الأصابعة يقال أن لدا رئيس القبيلة 6 أصابع فاشتهرا بلقب الأصابع تم الأصابعة كقبيلة فالإصيبعي ككنية.
عرفت منطقة الأصابعة الواقعة على بعد نحو 25 كيلومتراً جنوب مدينة غريان قديماً باسم فينازا.
الأصابعة هو اسم القبيلة المستقرة بالمنطقة وهم من قبائل دباب من بني سُليم وجدهم أبي اصبع بن حمد بن دباب بن ربيعة بن زعب الأكبر بن مالك بن بهثة بن سُليم.